# Jerzy Wach
Jerzy Wach (ur. 14 maja 1937 w Pionkach) – polski pięcioboista nowoczesny, mistrz Polski (1967).
Był zawodnikiem Lotnika Warszawa. Jego największym sukcesem w karierze było mistrzostwo Polski w 1967, w 1966 i 1969 wywalczył wicemistrzostwo Polski, w 1970 brązowy medal mistrzostw Polski.
Reprezentował Polskę na mistrzostwach świata w 1961 (40 miejsce indywidualnie i 14 miejsce drużynowo), 1965 (18 miejsce indywidualnie i 5 miejsce drużynowo) i 1967 (34 m. indywidualnie, 8 miejsce drużynowo). Kandydował do startu na Igrzyskach Olimpijskich w Meksyku (1968), ale ostatecznie polscy pięcioboiści nie wystartowali w tych zawodach.
Jego młodszym bratem jest olimpijczyk Ryszard Wach.